# 撒迦利亞·約西亞諾·蘇曼提
撒迦利亞·約西亞諾·蘇曼提（1997年9月24日—），印尼男子羽毛球運動員。

## 簡歷
撒迦利亞·約西亞諾·蘇曼提自2019年9月舉辦的越南公開賽開始與赫迪安娜·茱莉馬爾貝拉組成混雙搭檔。同年10月，他們在印尼國際挑戰賽混雙決賽以直落二（22-20、21-14）擊敗隊友利安·阿刚·萨普特拉／蒂亚拉·罗萨莉娅·努莱达赫，搭檔不到2個月即於國際賽奪冠。2021年，兩人在超級100級別的奧爾良大師賽晉級四強。
2022年，蘇曼提／茱莉馬爾貝拉在意大利國際賽奪下搭檔以來第二冠；在9月底舉行的越南公開賽再次晉級超級100賽事四強，最終以直落二（17-21、13-21）不敵隊友德揚·費迪南夏／G·E·維德佳佳。

## 主要比賽成績
只列出曾進入準決賽的國際賽事成績：
| 年份   | 賽事                     | 公開賽級別 | 項目     | 搭檔                  | 成績   |
| ------ | ------------------------ | ---------- | -------- | --------------------- | ------ |
| 2018年 | 馬來西亞羽毛球國際系列賽 | 國際系列賽 | 混合雙打 | 安延利卡·維拉達瑪     | 準決賽 |
| 2019年 | 印尼羽毛球國際挑戰賽     | 國際挑戰賽 | 混合雙打 | 赫迪安娜·茱莉馬爾貝拉 | 冠軍   |
| 2021年 | 奧爾良羽毛球大師賽       | 超級100賽  | 混合雙打 | 赫迪安娜·茱莉馬爾貝拉 | 準決賽 |
| 2022年 | 意大利羽毛球國際賽       | 國際挑戰賽 | 混合雙打 | 赫迪安娜·茱莉馬爾貝拉 | 冠軍   |
| 2022年 | 越南羽毛球公開賽         | 超級100賽  | 混合雙打 | 赫迪安娜·茱莉馬爾貝拉 | 準決賽 |
| 2023年 | 東南亞運動會羽毛球比賽   | 其他       | 男子團體 | －                    | 金牌   |

| 2007-2017年 | 首要超級賽 | 超級賽 | 黃金大獎賽 | 大獎賽 | 國際挑戰賽 | 國際系列賽 | 未來系列賽 | 其他 |

| 2018-2026年 | 總決賽 | 超級1000賽 | 超級750賽 | 超級500賽 | 超級300賽 | 超級100賽 | 國際挑戰賽 | 國際系列賽 | 未來系列賽 | 其他 |

### 奧運會和世錦賽參賽紀錄
|          | 搭檔                  | 2022 |
| -------- | --------------------- | ---- |
| 混合雙打 | 赫迪安娜·茱莉马尔贝拉 | 32強 |

## 腳註

### 世界羽球聯盟資料
1. 1 2  . bwfbadminton.com.   [2022-10-01]. （原始内容存档于2022-10-01） （英语）.
2. ↑  . bwf.tournamentsoftware.com.   [2022-10-01]. （原始内容存档于2022-09-30） （英语）.
3. ↑  . bwf.tournamentsoftware.com.   [2022-10-01]. （原始内容存档于2022-10-01） （英语）.

## 外部連結
- 撒迦利亞·約西亞諾·蘇曼提在世界羽球聯盟的登錄資料